# Albert Joachimi
Albert Joachimi (auch: Aelbrecht Joachimi; * 1560 in Goes in Zeeland; † 17. Mai 1654 ebenda) war niederländischer Diplomat sowie Herr von Ostende und Hoedekenskerke.
Seine Eltern sollen Joachim Albrechtszn Joachimi und Martina Jansdr N.N. gewesen sein.

## Leben
Über seine Ausbildung ist nichts bekannt.
Schon in jungen Jahren ging er in den Dienst der Stadt Goes, die ihn zum Pensionär (Beamten) machte. 1601 wurde er dann Mitglied der Generalstaaten. Als der englische König Jakob I. den Niederländern verbot in englischen Gewässern zu fischen, wurde 1610 eine Delegation nach London entsandt, zu deren Mitgliedern auch Joachimi zählte. Die Mission war erfolgreich und Joachimi (und die anderen Delegierten) wurde sogar vom König zum englischen Ritter geschlagen. Als 1615 dann der schwedisch-russische Krieg, den holländischen Ostseehandel behinderte, war er Mitglied der Delegation die mit dem schwedischen König Gustav II. Adolf verhandelte. Hier konnte die Delegation am 4. März 1616 einen dreimonatigen Waffenstillstand aushandeln, der Krieg wurde aber erst 1617 beendet. Auch der schwedische König war beeindruckt, so wurde Joachimi schwedischer Ritter und die Mitglieder der Delegation erhielten dazu 10.000 Gulden.
Im Jahr 1621 lief der Zwölfjährige Waffenstillstand in den Niederlanden aus, dieser hatte den Achtzigjährigen Krieg gegen Spanien unterbrochen. Joachimi und Arnold van Randwijk wurden nun an verschiedene deutsche Höfe geschickt, um Freundschaftsverträge zu erneuern. Nach dem wieder aufflammen des Krieges wurde er 1624 mit François van Aerssen nach England geschickt, mit dem Ziel den protestantischen Kurfürsten Friedrich V. weiter zu unterstützen. Am 5. Mai 1624 unterzeichnete der englische König den Vertrag. Als der niederländische Gesandte am englischen Noël de Caron starb, wurde Joachimi zu dessen Nachfolger ernannt. Diesen Posten bekleideter er erfolgreich bis nach Ende des Dreißigjährigen Krieges im Jahr 1650. 1647 war zu seiner Ehre sogar eine besondere Denkmünze geschlagen worden. 1650 gab es aber dann diplomatische Spannungen zwischen den Niederlanden und England: Karl II. der Sohn des abgesetzten und hingerichteten englischen Königs Karl I. wurde seitens der Niederlande als König von England anerkannt. Als man aus England zwei Diplomaten schickte, wurde diese nicht empfangen. Außerdem wurde einer der Diplomaten – Isaak Doreslaar – in Haag ermordet und die Aufklärung des Mordes sehr ungenügend verfolgt, zudem wurden die Vollmachten von Joachimi nicht erneuert und so musste er das Land verlassen. Joachimi kehrte auf seine Besitzungen zurück, wo er 1654 verstarb.
Heute (2022) ist eine Straße in Goes (Houtloodsen) nach ihm benannt.

## Familie
Er heiratete im Januar 1592 in Middleburg Adriana Huysens († 1636). Das Paar hatte mehrere Kinder:
- Martina († 1638)[8]

⚭ Jacob Muys van Holy
⚭ 1636 Martin Snouckaert van Schauburg (* 1602; † 1641)
- Isabella

⚭ 1622 Francois van der Burgh-Janzsoon (1595–1625), Bürgermeister von Dordrecht
⚭ 1630 Théodore Turquet de Mayerne
- Adriana